# Veerle Baetens
Veerle Baetens, född 24 januari 1978 i Brasschaat utanför Antwerpen, är en belgisk skådespelare, regissör och sångare. 
Baetens är bland annat känd för sin huvudroll som Elise/Alabama i den romantiska dramafilmen The Broken Circle Breakdown (2012). Hon prisades för rollen på Tribeca Film Festival i kategorin "Bästa skådespelerska". Hon har också spelar rollen som Hannah Maes i TV-kanalen VTM:s kriminaldramaserie Code 37 (2009–2012).
År 2023 regidebuterade hon med dramafilmen When It Melts, som på nederländska går under titeln Het smelt. Filmen nominerades till juryns stora pris vid Sundance Film Festival.

## Filmografi (i urval)
| År        | Titel                               | Roll                     | Regissör                                 | Noter |
| --------- | ----------------------------------- | ------------------------ | ---------------------------------------- | --- |
| 2008      | Loft                                | Ann Marai                | Erik Van Looy                            | |
| 2009–2012 | Code 37                             | Hannah Maes              | Flera olika (inklusive Jakob Verbruggen) | TV-serie (39 avsnitt) |
| 2012      | The Broken Circle Breakdown         | Elise Vandevelde/Alabama | Felix Van Groeningen                     | European Film Award för bästa skådespelerska Tribeca Film Festival Award för bästa skådespelerska Film Club's The Lost Weekend – Bästa skådespelerska Filmfestivalen i Oostende – Bästa skådespelerska |
| 2013      | The White Queen                     | Margareta av Anjou       | Jamie Payne                              | Miniserie på TV (fjärde och femte avsnittet) |
| 2015      | Ardennerna                          | Sylvie                   | Robin Pront                              | |
| 2015      | The Team                            | Alicia Verbeeck          | Kasper Gaardsøe & Kathrine Windfeld      | TV-serie (8 avsnitt) |
| 2016      | Nyheter från planeten Mars          | Chloé                    | Dominik Moll                             | |
| 2017      | Tabula Rasa                         | [Anne]"Mie" D'Haeze      | Kaat Beels & Jonas Govaerts              | TV-serie (9 avsnitt) Även författare |
| 2018      | Une soeur                           | operatör                 | Delphine Girard                          | Nominerad till en Oscar för bästa kortfilm |
| 2023      | Through the Night (Quitter la nuit) | Anna                     | Delphine Girard                          | Nominerad till ett Magrittepris för bästa skådespelerska |
| 2023      | When It Melts (Het smelt)           |                          | Hon själv                                | Magrittepriset för bästa flamländska film Nominerad—Ensorpriset för bästa film Nominerad—Ensorpriset för bästa regissör Nominerad—Ensorpriset för bästa manus                                          |

## Pris som skådespelerska (film)
| År   | Pris                  | Kategori                                           | Film                        | Resultat |
| ---- | --------------------- | -------------------------------------------------- | --------------------------- | -------- |
| 2013 | European Film Awards  | Bästa skådespelerska                               | The Broken Circle Breakdown | Vann     |
| 2013 | Tribeca Film Festival | Bästa kvinnliga huvudroll i en berättande långfilm | The Broken Circle Breakdown | Vann     |